# Treasure Island (Kalifornien)

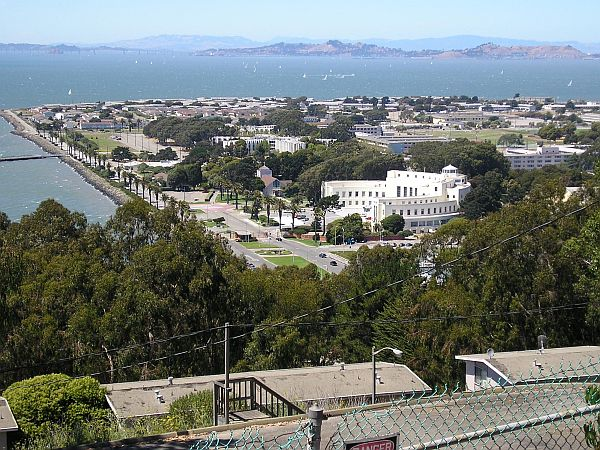
Blick auf Treasure Island von Yerba Buena Island aus. Im Vordergrund das Treasure Island Museum, das als Filmkulisse für Indiana Jones und der letzte Kreuzzug diente

Treasure Island (deutsch Schatzinsel) ist eine künstlich aufgeschüttete Insel mit einer Fläche von 160 Hektar (400 Acre) in der Bucht von San Francisco, Kalifornien. Über eine schmale Landenge ist die Insel mit der natürlichen Insel Yerba Buena verbunden und liegt damit etwa in der Mitte der San Francisco-Oakland Bay Bridge.

## Geschichte
Das Material zum Bau der Insel stammte unter anderem auch aus dem Schutt des großen Erdbebens in San Francisco 1906. Sie wurde 1939 für die Golden Gate International Exposition, eine damalige Weltausstellung, erbaut und liegt zwischen San Francisco und Oakland. Das Gebäude des Treasure Island Museum ist heute eines der wenigen aus der Zeit der Weltausstellung erhaltenen Bauwerke und dient inzwischen hauptsächlich als Bürogebäude.
Die Insel, die mit Mitteln der amerikanischen Bundesregierung erbaut wurde, sollte ursprünglich als Flughafen für die Flugboote der Pan American World Airways dienen. Nach der Weltausstellung wurde dort jedoch ein Flugplatz der United States Navy eingerichtet, nachdem diese der Stadt San Francisco im Austausch Mills Field angeboten hatte. Die Stadt willigte ein und errichtete in Mills Field den heutigen internationalen Flughafen San Francisco.
Während des Zweiten Weltkriegs wurde die Insel Bestandteil der Treasure Island Naval Base, die vor allem als Ausbildungsort für Elektronik- und Funkspezialisten diente. Als vorgeschobener Stützpunkt waren auch Luftschiffe der Blimp Squadron 32 (ZP-32) stationiert. Am 16. August 1942 startete dort das Marineluftschiff L-8, dessen Fahrt wenig später als Geisterschiff in Daly City endete. Außerdem war die Insel der wichtigste Einschiffungsort der Navy für den Pazifikraum.
Seit 1996 ist Treasure Island zusammen mit dem Presidio in kommunalen Besitz gewechselt. Die Wohngebäude, die früher den Militärangestellten dienten, sind vor allem auch bei Einkommensschwachen und Studenten als Wohnort beliebt. Im Jahr 2000 lebten nach dem Stand der damaligen Volkszählung auf der vollständig von einer Promenade eingefassten Insel rund 1.400 Menschen. Im Jahr 2010 waren es rund 2.500 Einwohner. 
In den späten 1980er bis in die 1990er Jahre hinein wurden die Einrichtungen auf der Insel auch für Dreharbeiten zu diversen Filmen benutzt, so unter anderem für Indiana Jones und der letzte Kreuzzug, Flubber, Ein Zwilling kommt selten allein (1998) und Der 200 Jahre Mann.
Die Insel war nach dem Zweiten Weltkrieg ein Liegeplatz für Schiffe aus den Atomtests am Bikini-Atoll. Nach Aussage der Environmental Protection Agency sind Grundwasser und Luft mit Asbest, Plutonium und Radium belastet. Eine geplante Umnutzung für die Öffentlichkeit für 2008 war so nicht möglich. 2010 wurden durch die Navy 12.000 m³ stark kontaminierter Boden ausgetauscht. 2013 wurden extrem hohe Strahlungswerte von 137Cs gemessen, dem verbreitetsten Isotop von Cäsium (Kernwaffen, Tschernobyl) mit einer langen Halbwertszeit von 30 Jahren, wodurch der Umnutzung weitere umfassende Umweltschutzmaßnahmen vorangehen müssen.

## Kunst
Von April 2011 bis 2015 war die zwölf Meter hohe Plastik Bliss Dance, die auf Treasure Island gebaut wurde, an der westlichen Promenade ausgestellt. Vorher wurde Bliss Dance auf dem Burning-Man-Festival gezeigt. Seit April 2016 steht die Skulptur nach umfangreicher Rekonstruktion in Nevada, Las Vegas The Park.